# Metopoides lanceolatus
Metopoides lanceolatus is een vlokreeftensoort uit de familie van de Stenothoidae. De wetenschappelijke naam van de soort is voor het eerst geldig gepubliceerd in 1990 door Rauschert.